# 건평 (서연)
건평(建平)은 중국 서연(西燕) 모용요(慕容搖)의 연호이다. 386년 3월 중에 수 일 동안 사용하였다.
같은 시기에 사용된 다른 연호로는 동진(東晉)에서 사용한 태원(太元 : 376년 ~ 396년), 전진(前秦)에서 사용한 태안(太安 : 385년 ~ 386년), 후연(後燕)에서 사용한 건흥(建興 : 386년 ~ 396년), 후진(後秦)에서 사용한 백작(白雀 : 384년 ~ 386년), 서진(西秦)에서 사용한 건의(建義 : 385년 ~ 388년), 북위(北魏)에서 사용한 등국(登國 : 386년 ~ 396년)이 있다.

## 연대대조표
| 건평                | 원년            |
| 서력                | 386년           |
| 육십간지 (六十干支) | 병술(丙戌)      |
| 동진 (東晉)         | 태원(太元) 11년 |
| 전진 (前秦)         | 태안(太安) 2년  |
| 후연 (後燕)         | 건흥(建興) 원년 |
| 후진 (後秦)         | 백작(白雀) 3년  |
| 서진 (西秦)         | 건의(建義) 2년  |
| 북위 (北魏)         | 등국(登國) 원년 |

## 같이 보기
- 다른 왕조의 같은 연호
  - 전한(前漢) 건평(기원전 6년 ~ 기원전 3년)
  - 후조(後趙) 건평(330년 ~ 333년)
  - 후연(後燕) 건평(398년)
  - 남연(南燕) 건평(400년 ~ 405년)
- 중국의 연호

| 이전 연호 건명(建明) | 중국의 연호 서연(西燕) | 다음 연호 건무(建武) |